# Alessandro Bertolini
Alessandro Bertolini (ur. 27 lipca 1971 w Rovereto) – włoski kolarz szosowy.
W zawodowym peletonie startuje od 1994 roku. Jego największym, dotychczasowym sukcesem jest zwycięstwo w wyścigu klasycznym Paryż-Bruksela w 1997 roku oraz etapowe zwycięstwo w Giro d’Italia w 2008.

## Najważniejsze zwycięstwa
- 1997 – Paryż-Bruksela
- 2001 – Circuito de Getxo
- 2003 – Giro del Piemonte
- 2004 – Giro della Provincia di Lucca
- 2005 – Coppa Sabatini
- 2006 – Coppa Agostoni
- 2007 – Coppa Agostoni, Coppa Placci, Giro del Veneto
- 2008 – etap w Giro d’Italia, Giro dell’Appennino